# Kerekegyháza

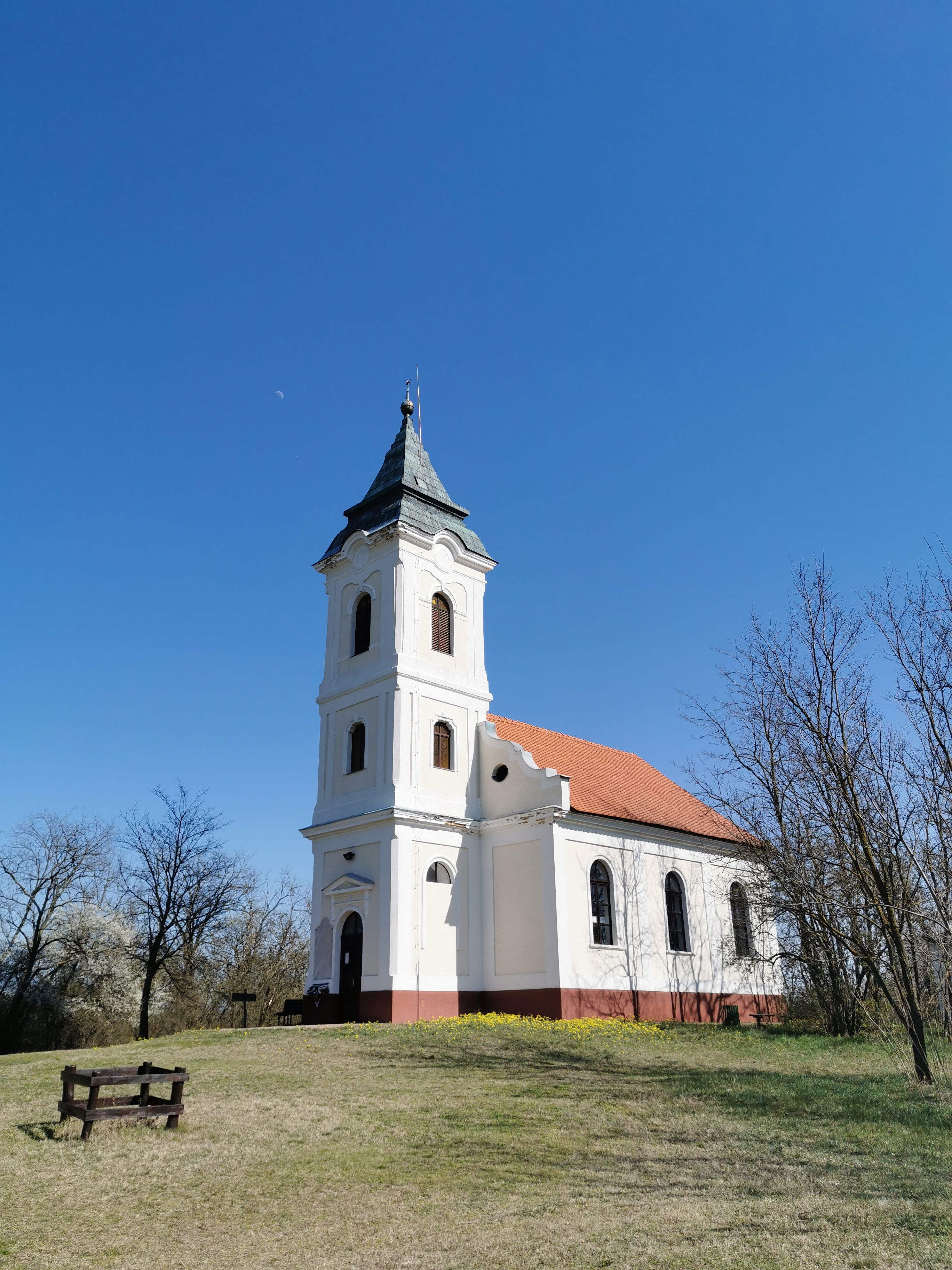
Reformierte Kirche im Ortsteil Kunpuszta

Kerekegyháza (von 1745 bis 1900 Jászkerekegyháza) ist eine ungarische Stadt im Kreis Kecskemét im Komitat Bács-Kiskun. Zur Stadt gehören dreizehn Ortsteile, von denen Kunpuszta und Papszékdűlő die meisten Einwohner haben.

## Geografische Lage
Kerekegyháza liegt etwa 16 Kilometer nordwestlich des Zentrums der Kreisstadt und des Komitatssitzes Kecskemét. Nachbargemeinden sind Lajosmizse im Nordosten, Ballószög im Südosten, Fülöpháza im Südwesten, Szabadszállás im Westen und Kunbaracs im Nordwesten.

## Geschichte
Im Jahr 1913 gab es in der damaligen Großgemeinde 798 Häuser und 4450 Einwohner auf einer Fläche von 10.431 Katastraljochen. Sie gehörte zu dieser Zeit zum Bezirk Kunszentmiklós im Komitat Pest-Pilis-Solt-Kiskun. 2001 erhielt Kerekegyháza den Status einer Stadt.

## Städtepartnerschaften
- Fjends, Dänemark[5]
- Hamuliakovo, Slowakei[5]

## Sehenswürdigkeiten
- Brunnen (Oroszlánfejes ivókút), erschaffen 1996 von Eszter Balás
- Mihály-Vörösmarty-Denkmal
- Reformierte Kirche, erbaut 1911
- Reformierte Kirche, im Ortsteil Kunpuszta, erbaut 1901, westlich von Kerekegyháza gelegen
- Römisch-katholische Kirche Szent István király, erbaut 1911–1913 im neogotischen Stil
- Skulptur Kislány galambbal, erschaffen 1984 von Eszter Balás
- Weltkriegsgedenksäule

## Verkehr
Die Siedlung liegt etwas abseits der Hauptstraßen und ist nur über Nebenstraßen zu erreichen. Sein bewohntes Gebiet wird durch die von Ladánybene ausgehende Straße 5212, die von der Straße 52 in Richtung Szabadszállás abzweigende Straße 5214 und die von Hetényegyháza bis hierher führende Straße 5218, die Straße 5215, die Fülöpháza erkundet, und die Straße 5301, die nach Izsák führt, beeinflusst.